# Boyeria irene
Boyeria irene là loài chuồn chuồn trong họ Aeshnidae. Loài này được Fonscolombe mô tả khoa học đầu tiên năm 1838.

## Hình ảnh

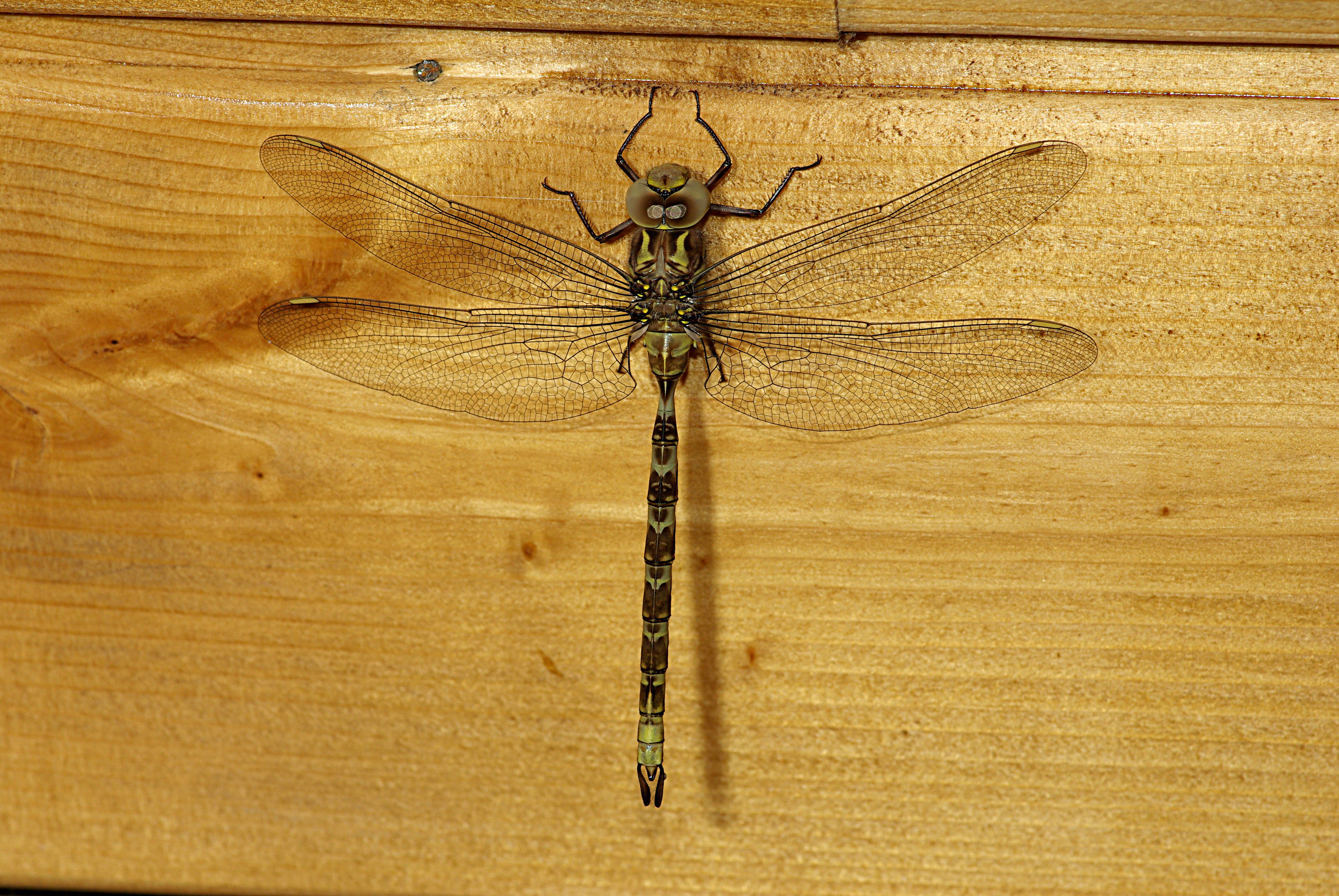
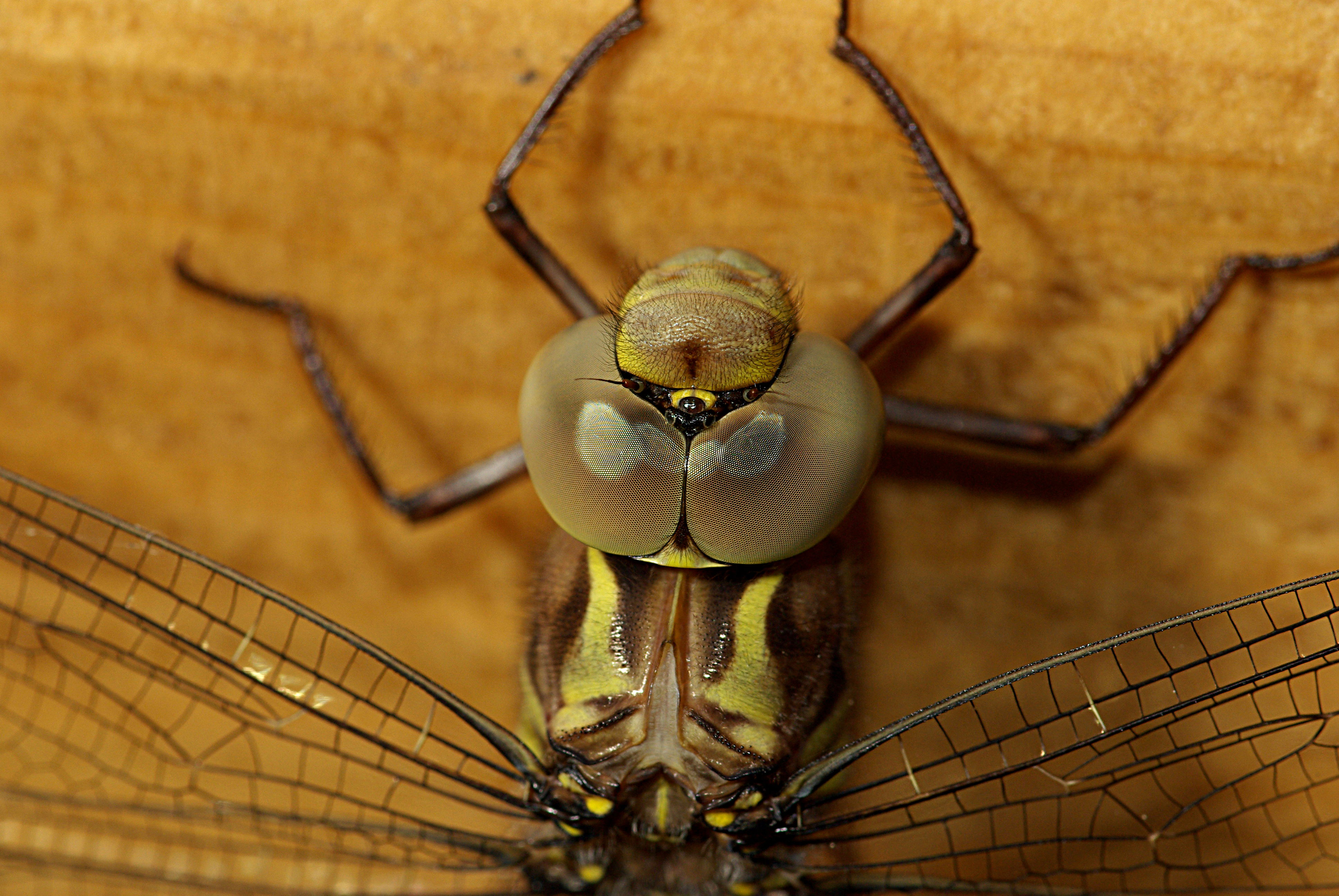
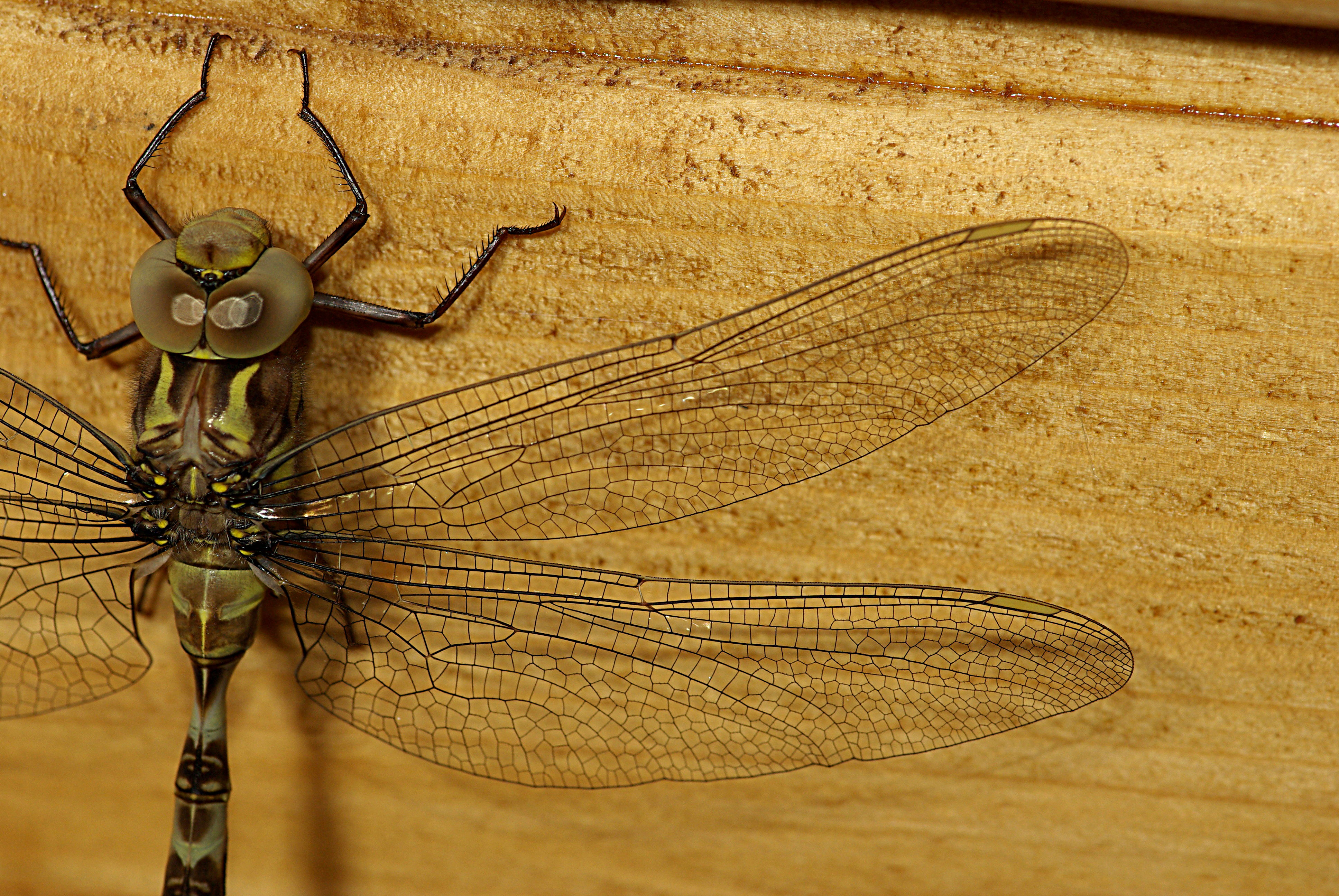